# Patrimoni del Mercuri
El Patrimoni del mercuri, Almadén i Idrija és un lloc inscrit a la llista del Patrimoni de la Humanitat de la UNESCO situat conjuntament a Almadén, Espanya, i Idrija, Eslovènia.